# Tepuítangara
Tepuítangara är en fågelart i familjen tangaror inom ordningen tättingar.

## Utbredning och systematik
Fågeln förekommer i tepuier från södra Venezuela till Guyana och allra nordligaste Brasilien. Den kategoriserades tidigare som underart till svarthuvad tangara (Stilpnia cyanoptera).

## Status
Den kategoriseras av IUCN som livskraftig.